# 朴池原
朴池原（：／ Park Ji Won；1998年3月20日—），曾音譯為朴智媛，韓國女歌手。2015年時參加JYP和Mnet策劃的選秀節目《SIXTEEN》，未能以TWICE成員出道。節目完後選擇離開JYP娛樂。2017年參加CJ E&M策劃的選秀節目《偶像學校》，最後以第六名畢業，成為fromis_9的成員，並於隊內擔任主唱。

## 音樂作品

### OST
- 2021年7月13日《Racket少年團》OST Part5 《Cloud》[2]
- 2023年1月12日《朝鮮精神科醫生劉世豐》第二季OST Part1 《不要離開我（내 곁을 떠나지 말아요）》[3]

## 影視作品

### 電視節目
- 2015年《SIXTEEN》
- 2017年《偶像學校》 [4]

| 任務     | 成績  |
| 初始分组 | MAJOR |
| 任務一   | MINOR |
| 任務二   | MINOR |
| 任務三   | MINOR |
| 任務四   | MINOR |
| 成员投票 | MINOR |
| 任務五   | 淘汰  |
| 任務六   |       |
| 最终结果 |       |

### 偶像學校出道能力考察
| 集數 | 原唱 歌曲名                    | 影片        | 個人得分 |
| 3    | BLACKPINK 《Whistle》          | YouTube上的 | 57       |
| 5    | 少女时代-太蒂徐 《Adrenaline》 | YouTube上的 | 84.7     |
| 9    | TWICE 《Like OHH AHH》         | YouTube上的 | 78.9     |
| 11   | 《皮諾丘》 (韓語：피노키오）           | YouTube上的 | 不適用   |
| 11   | 《High Five》 (韓語：하이파이브）        | YouTube上的 | 不適用   |

| 項目   | 分數   | 名次 |
| 歌唱   | 7.9分  | 7    |
| 舞蹈   | 5分    | 25   |
| 體力   | 3.5分  | 19   |
| 總平均 | 6.37分 | 13   |

- 紅色箭頭為排名上升，藍色箭頭為排名下降，標記 = 則為排名不變。每集結尾會公布各學生的排名。

| 第一集 (網路投票+現場投票)   | 5              |
| 第二集 (網路投票+現場投票)   | 4 ↑1           |
| 第三集 (網路投票+現場投票)   | 該集不公布排名 |
| 第四集 (網路投票+簡訊投票)   | 6 ↓2           |
| 第五集 (網路投票+簡訊投票)   | 7 ↓1           |
| 第六集 (網路投票+簡訊投票)   | 8 ↓1           |
| 第七集 (網路投票+簡訊投票)   | 4 ↑4           |
| 第八集 (網路投票+簡訊投票)   | 7 ↓3           |
| 第九集 (網路投票+簡訊投票)   | 10 ↓3          |
| 第十集 (網路投票+簡訊投票)   | 該集不公布排名 |
| 第十一集 (網路投票+簡訊投票) | 6 ↑4           |

## 外部連結
- 朴池原的Instagram帳戶